# Spansk ædelgran
Spansk ædelgran (Abies pinsapo) er et stort, stedsegrønt nåletræ med en vækst, som er kegleformet i ungdommen, men som bliver åben og uregelmæssig senere i livet.
Barken er først olivengrønne, så gulbrune, og senere mørkegrå og spættet. Gamle grene og stammer kan få en bark, som er næsten sort og fint furet. Knopperne er spredtstillede, ægformede og lidt uregelmæssige med violetbrune skæl og lysebrun spids. Nålene sidder tæt og vinkelret udspærrede, jævnt fordelt hele vejen rundt og ud langs skuddet. De er massive og stive med bred, afrundet spids. Farven er grågrøn med to lyse striber på både under- og oversiden.
Blomstringen sker i april-maj. De hanlige blomsterstande er først kugleformede og røde, men efter at de har åbnet sig, får de røde rande. De hunlige blomsterstande (koglerne) sidder mest i toppen af træet. De er oprette, cylindriske og lysegrønne. Hvert kogleskæl bærer to vingede frø.
Rodnettet er kraftigt og godt udviklet.
Højde x bredde og årlig tilvækst: 20 x 9 m (25 x 15 cm/år).

## Udbredelse
Arten er endemisk i de høje dele af bjergene i de spanske, selvstyrende områder Cádiz og Andalusien, først og fremmest i Sierra de las Nieves (provinsen Málaga) og Sierra del Pinar samt Sierra de Grazalema (begge i provinsen Cádiz). Her findes de i 900-1.700 m højde i milde områder med tåge i efterår og forår, rigelig nedbør og kulde i vintertiden og tør, kølig sommervarme. I Danmark ses spansk ædelgran hist og her plantet, f.eks i haver.

## Voksested
Arten er ikke kræsen med hensyn til jordbundsforholdene. I Grazalema findes arten i unge skove på kalkbund og med nordhæld sammen med bl.a. korkeg, laurbærdafne, musetorn, Paeonia broteroi (en art af pæon), portugisisk eg, sevenbom, spansk klokkeskilla, steneg og vild krap
| Portal | Portal:Botanik |